# Fujian
Fujian (kin. 福建, pinyin: Fújiàn; transliteracija: Fuđen) je primorska kineska pokrajina na jugoistoku NR Kine. Fujian zauzima površinu od 121.400 km², a 2009. god. tu je živjelo 44.096.500 stanovnika. Glavni grad je Fuzhou.
Naziv Fujian došao je iz kombinacije naziva dva grada u Fujianu, Fuzhoua i Jianzhoua. Uz većinu Han Kineza, provincija je jedna od najraznolikijih kineskih provincija po kulturnom i jezičnom bogatstvu. 

## Zemljopis
Pokrajina Fujian je površinom jedna od najmanjih kineskih pokrajina, koja leži uz Južno kinesko more, na strateškom mjestu nasuprot otoku Tajvan.
Fujian graniči na sjeveru s pokrajinom Zhejiang, s Jiangxi na zapadu i s Guangdong na jugu. Tajvan se nalazi na istoku, preko 180 km đirokog Tajvanskog tjesnaca. Većina područja Fujiana je u Narodnoj Republici Kini, no otočja Quemoy i Matsu su pod kontrolom Tajvana. Dakle, postoje dvije pokrajine (u smislu državne organizacije): pokrajina Fujian u Kini i pokrajina Fujian u Tajvanu. 
Glavni grad pokrajine Fujian je Fuzhou. Pokrajina ima površinu od 123.100 km² i 36.894.216 milijuna stanovnika, po podatcima iz 2010.
Pokrajina Fujian je uglavnom brdovita i tradicionalno je opisuju kao „osam dijelova planina, jedan dio voda i jedan dio polja” (八山一水一分田). Sjeverozapad je najviši gdje gorje Wuyi Shan čini granicu s Jiangxijem. Ona je i najšumovitija pokrajina Kine s 62,96% šumskog pokrivača (2009.).
Rijeka Min ( 闽江, Mǐn Jiāng) je najveća rijeka u Fujianu, duga 577 km, a njezine pritoke, rijeke Jin i Jiulong, teku mnogim brzacima kroz planinski krajolik.

### Klima
Po Köppenovoj klasifikaciji klime pokrajina Fujian ima vlažnu suptropsku klimu s vrućim vlažnim ljetima i čestim tajfunima, i relativno tople zime, u siječnju je prosječna temperatura 6 - 8 °C. Monsuni donesu nad pokrajinu čak 1.400 - 2.000 millimetara kiše.

## Povijest
Neolitik je u Fujianu započeo sredinom 6. tisućljeća pr. Kr., o čemu svjedoče nalazi iz arheološkog nalazišta Keqiutou (7.450. – 5.590. pr. Kr.) na otoku Pingtan, oko 70 km od Fujiana. Nalazište Tanshishan (昙石山, 5.500. – 4.000. pr. Kr.) pripada prijelaznom halkolitiku, dok je Huangtulun (黄土崙) iz oko 1.325. pr. Kr., oba u predgrađu Fuzhoua, pripada brončanom dobu.
Dok je na sjeveru vladala kineska dinastija Han, u Fujianu je cvalo kraljevstvo Minyue (334. pr. Kr.-110. pr. Kr.), isprva njihov saveznik. Nakon što se pokušalo proširiti na Guangdong, Jiangxi i Zhejiang, kineski car dinastije Han je poslao vojsku preko kopna i mora, te se kraljevstvo Minyue predalo 111. pr. Kr.
Nakon propasti dinastije Han, tijekom razdoblja „Tri kraljevstva” (220. – 280.), osnivač kraljevstva Istočni Wu, Sun Quan, je proveo skoro 20 godina pokušavajući podjarmiti planinski narod Yue.
Nakon pada dinastije Jin u 5. stoljeću zbog napada sjevernjačkih naroda, došlo je do velike emigracije Han Kineza u ovo područje. No, zbog nedostatka cesta u negostoljubivom terenu, Fujian je bio slabo naseljen i uglavnom je glasio za nerazvijeno područje u koje su se protjerivali zločinci i nepodobni.
Tijekom razdoblja Južnih i sjevernih dinastija Fujianom je vladala južna dinastija Liu Song (420. – 479.), a potom dinastija Sui (581. – 618.), nakon čega je doživjela procvat tijekom dinastije Tang (618. – 907.). Po padu dinastije Tang, guverner Fujiana, Wang Shenzhi, je osnovano jedno od pet dinastija i Deset kraljevstava, kraljevstvo Min (909. – 945.), čije je sjedište bilo u Fuzhou. U to doba je grad Quanzhou vjerojatno bio najvećom lukom i trgovačkim središtem na Dalekom Istokukoje ubrzo osvaja kraljevstvo Južni Tang (937. – 975.).
Za dinastije Ming, iz Quanzhoua se slavni admiral, moreplovac i istraživač, Ženg He, otisnuo sa svojom flotom brodova. No, zabrana pomorske trgovine dinastije Ming je dovela do propadanja Quanzhoua na uštrb drugih pomorskih gradova kao što su: Guangzhou, Hangzhou, Ningbo i Šangaj.
God. 1689., dinastija Qing je uklopila Tajvan u pokrajinu Fujian, što je dovelo do velike seobe Han Kineza iz južnog Fujiana na Tajvan. Nakon što je Tajvan postao samostalna pokrajina 1885., osvojili su ga Japanci 1895. god., koji su imali snažan utjecaj i u Fujianu sve do Drugog kinesko-japanskog rata (1937. – 45.).
Nakon Drugog svjetskog rata Fujian je ostao jedno od najzabačenijih pokrajina NR Kine, sve do izgradnje Yingtan-Xiamen željeznice 1957. god. No, usprkos tomu Fujian je glasio za obrazovno središte još od dinastije Južni Sung, kada su sjeverom harali ratovi. Od 1970-ih Fujian je prosperirao zahvaljujući blizine Tajvana, jer je centralna komunistička vlast mnogo ulagala u ovo „predgrađe Tajvana” zbog rivalstva s kapitalističkim tržištem.

## Znamenitosti
Tuloui Fujiana (kineski: 福建土楼; pinyin: Fújiàn Tǔlóu, što znači „Zemljane građevine Fujiana”) su skupina od 46 građevina naroda Hakka i drugih, izgrađenih od 12. do 20. stoljeća na području od 120 km², na jugozapadu Fujiana. Oni su 2008. godine upisani na UNESCO-ov popis mjesta svjetske baštine u Aziji kao "izvanredan primjer graditeljske tradicije i funkcionalnosti određenog tipa komunalnog života i obrambene organizacije u skladnom odnosu s prirodnim krajolikom".
Wuyi Shan je također UNESCO-ova svjetska baština još od 1999., kao i
Sjeverni Taining (kineski: 泰宁, pinyin: Tàiníng) koji je zaštićeno planinsko područje Danxia reljefa od 2010. god.
Pored toga, u Fujianu se nalaze neka od najsvetijih mjesta, poput budističkih hramova Guanghua kod Putiana (588.), Kaiyuan u Quanzhou (685.) i Nanshana u Zhangzhou (736.), ali i otok Meizhou (湄洲岛, Méizhōudǎo) kao rodno mjesto taoističke božice Mazu (媽祖), zaštitnice ribara i mornara.

## Uprava
Pokrajina Fujian je podijeljena u 9 prefektura:
| Zemljovid                  | #         | Naziv                 | Upravno sjedište     | Kinesko pismo Pinyin | Stanovništvo (2010.) |
| -------------------------- | --------- | --------------------- | -------------------- | -------------------- | -------------------- |
|                            |           |                       |                      |                      |                      |
| — Podpokrajinski gradovi — |           |                       |                      |                      |                      |
| 2.                         | Xiamen    | Siming (distrikt)     | 厦门市 Xiàmén Shì    | 3.531.347            |                      |
| — Gradske prefekture —     |           |                       |                      |                      |                      |
| 1.                         | Fuzhou    | Gulou (distrikt)      | 福州市 Fúzhōu Shì    | 7.115.370            |                      |
| 3.                         | Longyan   | Xinluo (distrikt)     | 龙岩市 Lóngyán Shì   | 2.559.545            |                      |
| 4.                         | Nanping   | Yanping (distrikt)    | 南平市 Nánpíng Shì   | 2.645.549            |                      |
| 5.                         | Ningde    | Jiaocheng (distrikt)  | 宁德市 Níngdé Shì    | 2.821.996            |                      |
| 6.                         | Putian    | Chengxiang (distrikt) | 莆田市 Pútián Shì    | 2.778.508            |                      |
| 7.                         | Quanzhou  | Fengze (distrikt)     | 泉州市 Quánzhōu Shì  | 8.128.530            |                      |
| 8.                         | Sanming   | Sanyuan (distrikt)    | 三明市 Sānmíng Shì   | 2.503.388            |                      |
| 9.                         | Zhangzhou | Xiangcheng (distrikt) | 漳州市 Zhāngzhōu Shì | 4.809.983            |                      |

Prefekture su podijeljene na 85 okruga, i to 26 distrikta, 14 gradskih okruga i 45 okruga. Oni su nadalje podijeljeni na 1.107 oopćina, od čega 605 gradova, 328 naselja, 18 etničkih naselja i 156 poddistrikta. S tim da NR Kina računa otok Quemoy (Jinmen) kao jedan od 45 okruga, a otok Matsu (Mazu) kao jedan od 334 naselja, iako su pod kontrolom Republike Kine.

## Gospodarstvo
Pokrajina Fujian jedna je od bogatijih kineskih pokrajina, ali najsiromašnija od onih koje su uz obalu mora. BDP je 2008. iznosio 155 milijardi dolara, a to je bilo 4.320 dolara po glavi stanovnika. No, već 2011. BDP je iznosio 276,3 milijarde dolara, a BDP po glavi stanovnika 7.246 $ (9. u Kini), što je povećanje od 13% godišnje.

## Vanjske poveznice
- Službene stranice pokrajine Fujian (kin.)
- Fujian na portalu Encyclopædia Britannica (engl.)